# 默茲–阿戈訥攻勢
默茲-阿戈訥攻勢（法語：Offensive Meuse-Argonne）或稱默茲-阿戈訥戰役，第一次世界大戰中美國遠征軍最後的攻擊行動，涉及整個西線。